# Zaliothrips citripes
Zaliothrips citripes är en insektsart som beskrevs av Ian A. Hood 1938. Zaliothrips citripes ingår i släktet Zaliothrips och familjen rörtripsar. Inga underarter finns listade i Catalogue of Life.